# メジャーWii パーフェクトクローザー
『メジャーWii パーフェクトクローザー』（メジャーウィー パーフェクトクローザー）は、2008年12月11日にタカラトミーがWii向けに発売した野球ゲーム。満田拓也による野球漫画『MAJOR』を原作とするゲームである。

## 概要
2008年12月11日にタカラトミーより発売。開発元はドリームファクトリー。アニメ第4シリーズがベースで「投げろ!ジャイロボール」の続編にあたる。多数のバグを抱えていることで有名。2020年には全行程の9割をスキップするバグが発見され、40分ほどだったRTAは一気に3分台でのクリアができるようになった。

## 問題点
「打者と審判が背を向ける」「捕手しかボールを拾わなくなる」（基本的に守備はフルオートで投手、捕手以外動けず、捕手、投手、遊撃手の3人しかゴロを捕球できない。一、二、三塁手はベースカバーとフライの捕球しかできない）、「吾郎やバッターの首が反転する」、「野球のルールにそぐわない判定がなされる」、「試合展開、結果を無視してストーリーが進行する（特に最終戦では9回終了時点で点差が付いていても延長戦に突入し、試合に負けても、勝って優勝を決めたということにされてしまう）」などのバグ、ルールの誤解などのシステム上の問題、不具合がいくつも見られる。
J-CASTがこれらの問題点について発売元のタカラトミーに問い合わせたところ「現在調査中」という返答があった。
なおこれらの問題点により話題を呼んだことから本作を「愛されるクソゲー」と報じるメディアも存在する。

## 評価
ファミ通のクロスレビューでの評価は4・4・3・4の15点（満40点）となった。